# Mario De Berardinis
 (septembre 2020).
Si vous disposez d'ouvrages ou d'articles de référence ou si vous connaissez des sites web de qualité traitant du thème abordé ici, merci de compléter l'article en donnant les références utiles à sa vérifiabilité et en les liant à la section « Notes et références ».
Mario De Berardinis (1931-1977), signant Mos et Almos, était un artiste-peintre italien d’affiches de cinéma dans les années 1960 et 1970.

## Les signatures de Mario de Berardinis

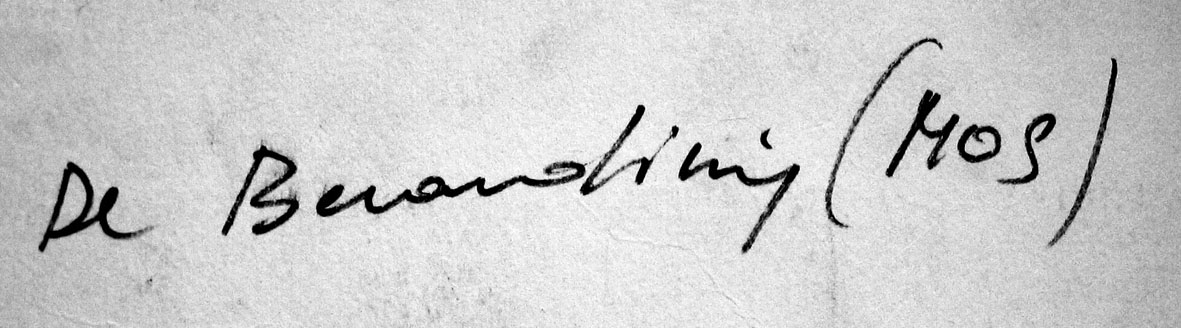
Une des signatures de Mario De Berardinis (Mos)

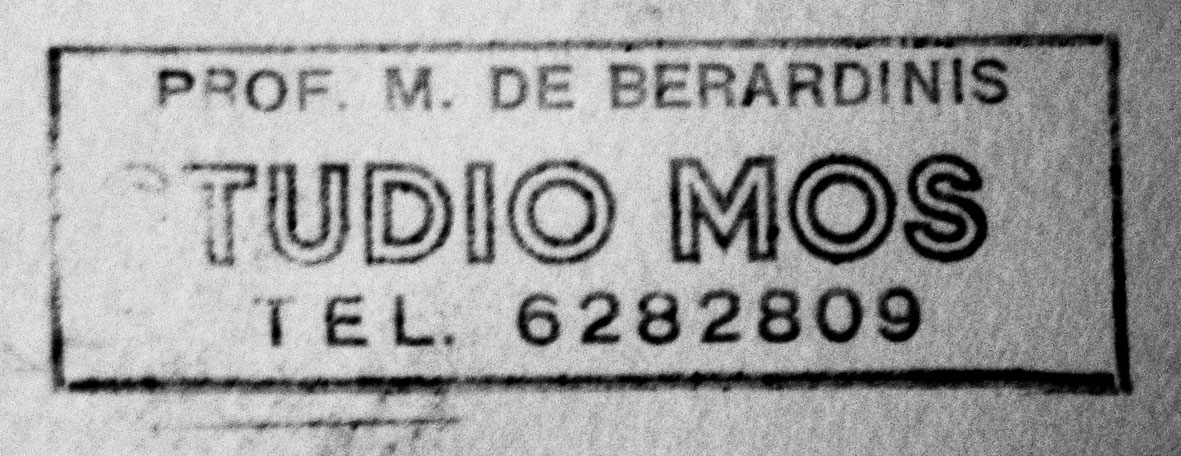
Tampon signature de Mario De Berardinis (Mos)

L’utilisation successive de trois signatures différentes au cours de sa carrière a participé à la difficulté de reconnaissance de son œuvre autant auprès des archives italiennes d’affiches de cinéma que des collectionneurs : 
- jusqu’au début des années 1960 : Mario de Berardinis
- début des années 1960 jusqu'en  1976 : Mos
- en 1976, changement de signature de Mos en Almos, à la suite du décès de son frère jumeau, Albino

## Biographie
Né à La Spezia, en Italie, Mario de Berardinis a vécu son enfance et son adolescence à Pescara où il suit des études artistiques au « Liceo Artistico » et des études de géomètre.  
Il meurt des suites d’un infarctus à Rome le 1er juillet 1977 quelques mois après son frère jumeau.

## Collaborations
Il partage pendant quelques années l’atelier de Rodolfo Gasparri, qui fut l'un des grands peintres italiens d'affiches de cinéma. 
Puis s’installe à son compte et développe des collaborations avec de grandes maisons de productions comme Dino De Laurentiis, la Paramount Pictures, la Warner Bros, Columbia Pictures, Universal, la Filmar, PEA, PAC, INC et EURO.

## Filmographie partielle
Affiches italiennes réalisées par Mos (Mario De Berardinis) :  
- 1967 : La Vie, l'Amour, la Mort de Claude Lelouch
- 1969 : L’Amante di Gramigna de Carlo Lizzani
- 1968 : Banditi a Milano de Carlo Lizzani
- 1968 : Barbarella de Roger Vadim
- 1968 : Costretto ad uccidere de Tom Gries
- 1968 : Fratellanza de Martin Ritt
- 1968 : Fraülein Doktor de Alberto Lattuada
- 1969 : Le avventure di Ulisse de Franco Rossi
- 1969 : Una Breve stagione de Renato Castellani
- 1970 : Bubù de Mauro Bolognini
- 1970 : Le Désert des Tartares (Il Deserto dei Tartari) de Valerio Zurlini
- 1970 : Peau d'âne (La Favolosa storia di Pelle d’Asino) de Jacques Demy
- 1970 : Venga a prendere il caffè da noi d'Alberto Lattuada
- 1970 : Waterloo de Serge Bondartchouk
- 1971 : Addio fratello crudele de Giuseppe Patroni Griffi
- 1971 : La Folie des grandeurs (Mania di grandezza) de Gérard Oury
- 1971 : François et le Chemin du soleil (Fratello Sole, Sorella Luna) de Franco Zeffirelli
- 1971 : Un homme nommé Sledge (Sledge) de Giorgio Gentili
- 1971 : La Mano sinistra della violenza de Chang Cheh
- 1971 : Quatre mouches de velours gris (Quattro mosche di velluto grigio) de Dario Argento
- 1971 : Sfida senza paura de Paul Newman
- 1972 : Abatoir 5 (Mattatoio 5) de George Roy Hill
- 1972 : Cinque dita di violenza de Chang-hwa Jeong
- 1972 : Duel de Steven Spielberg
- 1972 : Scandale à Rome de Carlo Lizzani
- 1973 : Amore e ginnastica de Luigi Filippo Amico
- 1974 : Allonsanfan de Frères Taviani
- 1974 : Il Delitto Matteotti de Florestano Vancini
- 1974 : La nottata de Tonino Cervi
- 1974 : Pain et Chocolat (Pane e cioccolata) de Franco Brusati
- 1975 : L'Ordinateur des pompes funèbres (Caccia al montone) de Pirès Gérard
- 1976 : La Marge (Il Margine) de Walerian Borowczyk (1976)
- 1976 : Piccoli gangsters d'Alan Parker
- 1977 : La Chambre de l'évêque (La Stanza del vescovo) de Dino Risi
- 1977 : Suspiria de Dario Argento

Rééditions d'affiches italiennes réalisées par Mos (Mario De Berardinis ; dates de réédition non connues)
- 1948 : Arènes en folie (Fifa e arena - Totò) de Mario Mattoli
- 1950 : 47 morto che parla - Totò de Carlo Ludovico Bragaglia
- 1950 : Totò cherche une épouse (Totò cerca moglie) de Carlo Ludovico Bragaglia
- 1951 : Gendarmes et voleurs (Guardie e ladri - Totò) de Mario Monicelli et Steno
- 1954 : L'Or de Naples (l'Oro di Napoli - Totò) de Vittorio De Sica
- 1958 : Christine (l'Amante pura) de Pierre Gaspard-Huit
- 1958 : Totò nella luna de Steno